# Oconto Falls, Wisconsin
Oconto Falls là một thành phố thuộc quận Oconto, tiểu bang Wisconsin, Hoa Kỳ. Năm 2000, dân số của thành phố này là 2843 người.